# مارتن فيليبس (لاعب دارت)
مارتن فيليبس (بالإنجليزية: Martin Phillips)‏ هو لاعب دارت بريطاني، ولد في 30 أبريل 1960 في Dolgellau ‏ في المملكة المتحدة.

## وصلات خارجية
- مارتن فيليبس على موقع DartsDatabase.co.uk (الإنجليزية)